# Mantra
Een mantra is een gedicht, woord, uitspraak of een lettergreep dat het midden houdt tussen een spreuk met magisch effect en een gebed. In sommige gevallen wordt hij herhaald en is hij bedoeld als een continue recitatie (chant). Voor de herkomst van het woord mantra zijn er verschillende verklaringen. Volgens velen is het een combinatie van de Sanskrietse woorden manasah (geest) en tra (bevrijding door beheersing van die geest). Zoals reeds boven verklaard, is een mantra een reeks woorden, die samen een gedicht vormen. Deze mantra's worden veelal gezongen tijdens meditaties, offerplechtigheden of trouwceremonies door de Pandits, Brahamana's en soortgelijke heiligen.
In vroegere tijden zoals het 'saty-yuga' (de gouden tijd), duizenden jaren geleden konden brahmanen de mantra's op zo'n perfecte manier uitspreken, dat er direct een effect waarneembaar was. Mocht een van hen een mantra fout ten gehore brengen, dan waren er overpriesters, die de fouten ter plekke corrigeerden. Maar dat wil niet zeggen dat mantra's oude begrippen zijn, die enkel effect hebben op de vroegere personen uit het verleden. Dagelijks groeit het aantal personen, dat zich naar een
of andere vereniging wendt om daar over yoga te horen. Want het chanten van mantra's is een belangrijk onderdeel van yogabeoefening. Door mantra's te chanten zoals AUM TAT SAT of OM NAMO BHAGAVATE VASUDEVAYA of HARE KRSNA HARE KRSNA KRSNA KRSNA HARE HARE,HARE RAMA HARE RAMA RAMA RAMA HARE HARE zou de ziel gereinigd worden van alle stoffelijke besmettingen.
Hoewel het woord mantra uit het Sanskriet komt, worden in feite in alle religies vele, telkens verschillende, mantra's gebruikt voor verschillende doelen. Bijvoorbeeld om een status van trance of om geestelijke zuivering te bereiken, voor het verkrijgen van siddhi's (mystieke vermogens) of om de genade van God (kŗpa) te verwerven.

## Hindoeïsme

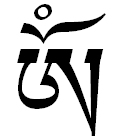
Om (Tibetaans)

In het hindoeïsme wordt Aum of Om (uitspraak: ōm) algemeen als de basismantra beschouwd. Het woord Om heeft echter een veel diepgaandere betekenis. Het is niet alleen de betekenis van het woord dat hierbij van belang is. Men gelooft dat de trilling van deze klank een verheffende werking op de trilling van het lichaam heeft, waardoor een hoger bewustzijn bereikt wordt. Vandaar ook dat vaak belang gehecht wordt aan de juiste uitspraak. Volgens sommige theorieën geeft deze klank ook een opstijgende lijn langs de chakra's weer.
Een andere belangrijke mantra is de aloude gayatri mantra uit de Rig Veda (3,62:10)"
Aum
Bhuh Bhuvah Svah
Tat Savitur Varenyam
Bhargo Devasya Dheemahi
Dhiyo Yo nah Prachodayat
Er zijn verschillende vertalingen van deze mantra in omloop, aangezien elk woord diverse betekenissen heeft:
- Om: een mystieke klank, de klank der klanken. Uit deze klank is het hele universum ontstaan.
- Bhur: De fysieke wereld die de vitale spirituele energie belichaamt, ofwel 'pran'.
- Bhuvah: De mentale wereld en vernietiger van al het lijden.
- Swah: De hemel en de spirituele wereld die geluk belichaamt.
- Tat: Verwijzing naar Parmatma (de Superziel)
- Savitur: De heldere Zon of de Schepper en Onderhouder van de Wereld.
- Varaynyam: Beste of meest geliefde.
- Bhargo: Vernietiger van alle zonden
- Devasya: Goddelijke Godheid of Oppergod
- Dheemahi: We mediteren op en nemen in
- Dhiyo: Het intellect
- Yo: Het licht
- Nah: Ons
- Prachodayaat: Inspireren of verlichten[1]

In de ISKCON/Hare Krishna is de volgende mantra van uiterst groot belang. De volgelingen reciteren hem vaak als sadhana (geestelijke oefening).
Hare Krishna Hare Krishna
Krishna Krishna Hare Hare
Hare Rama Hare Rama
Rama Rama Hare Hare

## Boeddhisme
Het steeds herhaalde Om mani padme hum is een mantra uit het Tibetaans boeddhisme. Het is een invocatie, aanroeping van de bodhisattva Avalokitesvara, (De bezitter van) het Juweel-Lotus .
In de Thaise Bos Traditie van het Theravada is Boed-dho de meest gebruikte mantra. Luang por  Opart (de Mukyawann Sayadaw) onderwijst dat samatha gericht op het geluid van Buddho de sleutel is tot concentratie.
Je bent er vrij om een mantra uit te kiezen waarvan je denkt dat die de beste resultaten brengt.